# Australian Biological Resources Study
El Australian Biological Resources Study (RSBA) o Estudio de recursos biológicos de Australia en español, es un proyecto realizado por Parks Australia División del Departamento australiano de Medio Ambiente, Agua, Patrimonio y las Artes (DEWHA).

## Historia
ABRS se fundó en 1973 a partir de las recomendaciones de un informe del Comité Selecto del Senado de 1972 sobre la conservación de la vida silvestre.
Su propósito es recopilar de las numerosas bibliotecas, museos y otras colecciones la taxonomía de los 2 millones de especies de flora y fauna estimadas en Australia , incluidas las especies acuáticas .
Estos representan casi el 20% de la tierra 's de la biodiversidad , el 80% de los cuales son exclusivos de Australia. ABRS ha realizado una financiación activa para la investigación taxonómica de la biodiversidad de Australia y es reconocida internacionalmente por sus extensas bases de datos y publicaciones.

## Publicaciones
Los resultados más importantes del ABRS han sido la publicación de las series Flora of Australia  y Fauna of Australia en varios volúmenes .
Otros resultados incluyen The Banksia Atlas y el paquete de base de datos "Platypus" para taxonomistas.
Las publicaciones patrocinadas por subvenciones o proyectos editoriales incluyen:
- Adams, Laurence G; Thiele, K. R; Estudio de recursos biológicos de Australia (2001), Familias de plantas con flores de Australia: una guía de identificación interactiva (Ed. Rev.), CSIRO Publishing, ISBN 978-0-643-06721-9
- Huisman, John Marinus; Australian Biological Resources Study (2000), Marine plants of Australia , University of Western Australia Press en asociación con el Australian Biological Resources Study, ISBN 978-1-876268-33-6
- Cribb, Thomas Herbert; Bray, R. A; Wright, T. (Trudy) (1996), Trematodos de peces australianos: un análisis de la diversidad de trematodos de peces australianos preparado junto con un informe final para la subvención ABRS del mismo nombre , Departamento de Parasitología, Universidad de Queensland[6]